# 와다츠미 (원피스)
와다츠미(Wadatsumi, ワダツミ)는 일본 만화 및 애니메이션 원피스에 등장하는 거대한 자주복 어인.

## 소개
크라켄 못지않은 거한이다. 복어 어인이라 몸을 몇 배 이상 부풀릴 수 있다. 글자 ㄷ발음을 ㄹ발음으로 말하는 독특한 말투를 사용한다.

## 행적
플라잉 해적단의 선원으로 반더 덱켄 9세의 부하다. 첫 등장은 밀짚모자 해적단이 심해에서 어인섬으로 들어가는 시점에 등장했으며, 반더 덱켄 9세의 명령으로 사우전드서니호를 부수려다가 크라켄에 저지에 한방에 뻗는다. 상디가 크라켄보다 작다는 말에 발끈해버려서 마을 만큼 몸을 부풀려서 밀짚모자 해적단을 뭉개버리려고 하지만 상디와 징베에게 패한다. 이후, 몸집이 너무 커 용궁성 감옥에 못들어가는 대신 어인섬 입국을 금지당한다. 이후로 등장이 없다가 나중에는 징베가 이끄는 태양 해적단 소속으로 옮겨, 징베를 도와준다. 홀케이크 아일랜드에서 탈출을 하고 있는 밀짚모자 해적단이 빅 맘 해적단에게 위협을 당하고 있을 때, 바다 속에 태양 해적단과 같이 모습을 드러낸다. 그리고는 밀짚모자 해적단에게도 사죄하며, 태양 해적단과 같이 밀짚모자 해적단을 자신의 입 안에 넣어서 바다 속을 헤엄 치며, 빅 맘 한테서 탈출시키는데 성공하지만, 자신은 샬롯 오븐의 열열 열매 능력에 당하고 만다. 그리고는 빅 맘 해적단 공격을 모두 자신의 몸으로 막는다.